# Alopoglossus copii
Espèce
Alopoglossus copii est une espèce de sauriens de la famille des Gymnophthalmidae.

## Répartition
Cette espèce se rencontre en Amazonie entre 310 et 1 390 m d'altitude :
- en Colombie dans le département d'Amazonas ;
- dans l'Est de l'Équateur ;
- dans le Nord du Pérou.

## Étymologie
Cette espèce est nommée en l'honneur d'Edward Drinker Cope.

## Publication originale
- Boulenger, 1885 : Catalogue of the lizards in the British Museum (Natural History) II. Iguanidae, Xenosauridae, Zonuridae, Anguidae, Anniellidae, Helodermatidae, Varanidae, Xantusiidae, Teiidae, Amphisbaenidae, Second edition, London, vol. 2, p. 1-497 (texte intégral).